# Margarita Dalton
Margarita Dalton Palomo (Ciudad de México, 1943) es una novelista, historiadora, investigadora, profesora, activista por los derechos de la mujer y editora mexicana. Especialmente conocida por sus trabajos sobre política y género.

## Biografía
Nació en Ciudad de México pero reside en Oaxaca desde los años 70. Desde muy pequeña descubrió en los libros una identidad llena de riqueza. Leer y escribir fueron las herramientas que le enseñaron a pensar, y en ese ejercicio del pensamiento descubrió la poesía, la novela, y la historia que han sido los ejes que atraviesan su vida.
A los 18 años, en 1961 propuso a José Agustín Ramírez de 16 años casarse para poder viajar a Cuba sin la autorización paterna donde formó parte como voluntaria de las brigadistas Conrado Benítez en la campaña de alfabetización. El matrimonio duró poco tiempo pero dio a los cónyuges la legalidad como mayores de edad de viajar a este país. José Agustín no se quedó en Cuba pero sí Dalton. Al término de la misma, se quedó a estudiar la carrera de Historia en la Universidad de La Habana (1962-1966) además de ser investigadora del Instituto de Etimología y Folklore en la Academia de Ciencias Cubanas. En el documental "Despertar" narra la historia. También en Diario de un brigadista (2010) José Agustín explica la experiencia. “Ellos pertenecían al Partido Comunista, ella escuchó en la radio a Fidel diciendo: ‘ustedes hablan de justicia, pero yo no puedo hablar de justicia cuando hay una persona ignorante’, por lo que propuso en un año liberar a Cuba del analfabetismo e invitó a la gente de todos los países para que ayudaran a combatir el analfabetismo. Ella agarró sus cosas y se fue con él”. En Cuba tuvo también oportunidad de conocer personalmente a su hermano por parte de padre, el periodista y poeta salvadoreño Roque Dalton.
Una vez terminada su carrera recibió una invitación del gobierno de Ghana para estudiar una maestría en estudios africanos, en la Universidad de Legon, en Acra, fueron años de gran intensidad política en África durante los cuales fue maestra de literatura hispanoamericana en la misma universidad y participó en un proyecto de difusión de la cultura de Iberoamérica (1966-1967). Después de una estancia en París (1968) regresa a México donde la editorial Diógenes publica su primera novela Larga Sinfonía en D (1968). En esos años traslada su residencia a Oaxaca y en la década de los 70 escribe dos novelas más: Petrel, sobre la experiencia cubana y Gravitar sobre París 1968, aún inéditas.
Es considerada integrante de la corriente Literatura de la Onda, un movimiento literario surgido en México durante la segunda mitad de los años 1960. El término fue acuñado por Margo Glantz quien lo utilizó para referirse despectivamente a los jóvenes que pretendían una ruptura con la literatura tradicional.
En 1971 la editorial Bogavante publica su libro de cuentos Al calor de la semilla, y en 1979 la editorial Máquina de Escribir, publica su libro Polvo en Vilo en la colección donde aparecen muchos jóvenes escritores como David Huerta, Carlos Chimal, Evodio Escalante, Federico Campbell, María Luisa Erreguerena, Coral Bracho, Juan Villoro, Rosario Ferré, Alberto Blanco Barbara Jacobs, Antonio Del Toro entre otros. Escribe también un libro para niños de uno a 100 años bajo el título de Marichuloca (Icaria). Para esta misma editorial traduce el libro de Adrianne Rich, Sobre Mentiras Secretos y Silencios que se publicó primero por Icaria en 1983 y en 2011 la editorial Por Horas y Horas, acaba de hacer una segunda edición en español.
En 1980 deja por un tiempo de escribir literatura y regresa a la historia, practica la docencia en el Centro de Sociología de la Universidad Autónoma de Oaxaca (1976-1982) y coordina a un equipo de investigadores para escribir la Historia de Oaxaca en dos tomos, para la escuela primarias del Estado(1980).
Luis González forma un equipo de historiadores para realizar monografías para las escuelas primarias y a Margarita Dalton le encargan la monografía Oaxaca Tierra del Sol para la Secretaría de Educación Pública. Muchas otras publicaciones de historia y antropología le siguen.
Viaja a España para realizar su doctorado en la Universidad de Barcelona, España (1982-1985) para lo cual elaboró la tesis "Una aproximación de cómo se construye el discurso de lo femenino", por este trabajo obtuvo la calificación de Cum Lauden. El Colegio de México publicó la investigación bajo el nombre de Mujeres diosas y musas: Tejedoras de la memoria.

### Trayectoria académica
Dalton ha ocupado puestos académicos y administrativos, en la Universidad Autónoma Benito Juárez de Oaxaca, como directora del Instituto de Investigaciones Sociológicas, decana y directora de la Facultad de Humanidades. Sus investigaciones se han centrado en temas de historia, literatura y cultura, en los últimos veinte años ha realizado investigaciones con perspectiva de género.
Practicó la docencia en el Centro de Sociología de la Universidad Autónoma de Oaxaca de 1976 a 1982 y fue directora de la Facultad de Humanidades de la Universidad Autónoma Benito Juárez de Oaxaca. desde 1987 hasta la fecha ha fungido como Investigadora Titular C del Centro de Investigaciones y Estudios Superiores en Antropología Social.
Desde 1994 a 1998, fue Asesora del Gobierno de Oaxaca para Asuntos Indígenas. En 2003 subdirectora del Centro de Investigaciones y Estudios Superiores en Antropología Social (CIESAS) y del 2006 al 2009, directora regional de la misma institución; fue Consejera Académica de la Comisión Ejecutiva del Consejo Nacional de Evaluación de la Política de Desarrollo Social desde 2010 a 2014
Ha sido maestra universitaria en México y en el extranjero (Universidad Autónoma Benito Juárez, Instituto Mora, y las Universidad de Seattle, Pensilvania y Zúrich).
Ha desempeñado cargos ejecutivos como funcionaria en el gobierno de Oaxaca donde ocupó la Dirección General del Instituto Oaxaqueño de las Culturas, así como la Secretaria técnica del Consejo Estatal de Población, donde inauguró la publicación de una revista trimestral sobre población Oaxaca, Población y Futuro que mantuvo su periodicidad por más de una década.
Ha sido directora de la Revista en Antropología Social, Desacatos y directora de la revista Entrelíneas publicación del Grupo de Estudios sobre la Mujer "Rosario Castellanos", del cual, junto con otras mujeres fue fundadora en 1977.
Desarrolló una investigación sobre las mujeres y el poder, el caso de las presidentas municipales en distintas comunidades en el Istmo de Tehuantepec, la Mixteca y la Sierra. Un  resultado de sus investigaciones es su libro Democracia e igualdad en Conflicto: El caso de las presidentas municipales en Oaxaca, este contiene la serie  de videos Las presidentas.

### Investigación feminista
Margarita Dalton forma parte de Grupo de Estudios sobre la Mujer "Rosario Castellanos" que brinda un espacio de reflexión a la sociedad oaxaqueña y mexicana sobre desigualdad y discriminación que viven las mujeres. En 1977 inició la exploración del feminismo desde el Grupo de Estudios sobre la Mujer "Rosario Castellanos" que surge en la Universidad Autónoma Benito Juárez de Oaxaca (UABJO), tras la celebración del Año Internacional de la Mujer (México 1975). A partir de la reflexión nace en Oaxaca el programa de radio el Foro de la Mujer en 1979 en donde Margarita hace conducción y crean la sección Galería del Feminismo donde se reconoce y menciona temas como salud reproductiva, trabajo doméstico y los derechos de las mujeres. En 1989, Margarita, junto con el grupo se da a la tarea de crear una Casa para la Mujer con la idea de que fuera un refugio, ya que a las reuniones que realizaban en el Teatro Juan Rulfo llegaban mujeres golpeadas y violentadas sexualmente. Es hasta 1991 que con una beca de la Fundación MacArthur abre la Casa de la Mujer Rosario Castellanos. Y a la fecha mantiene un espacio para dar asesoría psicológica, legal y capacitación a las mujeres.
En la actualidad es una de las impulsoras de la Cátedra Marcela Lagarde y de los Ríos de investigación sobre la violencia de género.

## Vida personal
Es hermana por parte de padre del periodista, escritor, intelectual y activista político salvadoreño Roque Dalton.

## Publicaciones
- 1968 Larga sinfonía en D (Novela)

- 1971 Al calor de la semilla (Cuentos)

- 1979 Polvo en vilo (Poesía)

- 2003 Las presidentas municipales de Oaxaca y los usos y Costumbres

- 2004 Breve Historia de Oaxaca[15]

- 2005 Políticas dirigidas a las mujeres y mujeres políticas: Espacio de transición hacia la democracia

- 2007 2008 Los organismos civiles en Oaxaca y el movimiento ciudadano Oaxaca 2006

- 2010 Mujeres, identidad y género en el Istmo de Tehuantepec

- 2011 Aproximaciones a la Región del Istmo. Diversidad Multiétnica y socioeconómica en una región estratégica para el país (en colaboración con el Dr. Salomon Nahmad)

- 2011 Democracia e igualdad en conflicto; las presidentas municipales en Oaxaca[16]

## Documental
El documental Despertar, recupera la experiencia de Margarita Dalton y José Agustín con quien se casó en su juventud viajando a La Habana y participando en la campaña de alfabetización que intercala la historia con una experiencia actual de alfabetización en México. Fue un efímero matrimonio que duraría un mes: una apresurada boda en un juzgado civil de Tlalnepantla entre dos menores de edad que, al casarse, adquirían la mayoría de edad y, de esa manera, obtenían la visa para viajar a la isla de Cuba, en donde triunfaba la primera revolución de la Guerra Fría y ellos se iban a descubrir y alfabetizar.